# Віскозне волокно

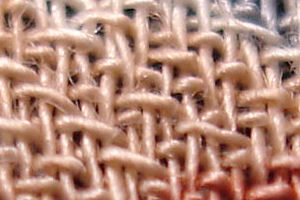

Віскозне волокно (також «штучний шовк»; англ. viscose fiber, rayon) — штучне волокно; регенероване целюлозне волокно, яке отримують в результаті віскозного процесу.
З волокон, отриманих штучним чином, скручують нитки, які лягають в основу цього приємного на дотик матеріалу. Блиск віскози зіставляють з блиском шовку, за що її називають «штучним шовком». Штучна шерсть з віскози в 1930-х роках називалася «вістрі».

## Властивості
Віскозні волокна:
1. гігроскопічні, стійкі до більшості органічних розчинників
2. Вони руйнуються в концентрованих мінеральних кислотах.
3. Не піддані дії молі.

Віскозу можна назвати «найнатуральнішим» штучним волокном тому, що вона являє собою відновлену целюлозу, тобто склад віскози дуже близький до складу натуральних рослинних волокон. Властивості чистої віскози більше всього нагадують властивості бавовни. Тканина приємна на дотик, гігроскопічна і здатна пропускати повітря.
Чиста віскоза напівпрозора і блискуча — цим схожа на шовк. Для позбавлення від блиску (якщо він небажаний) віскозу обробляють додатково або вводять у розчин матуючі добавки. Віскоза не накопичує статичної електрики. Віскозне волокно легше, ніж бавовняне.

### Вади
1. Порівняно низька міцність,
2. значна її втрата в мокрому стані (до 55 %),
3. велика усадка тканин (до 16 %).

Проте вади натуральної тканини не обійшли стороною і віскозу: вона легко мнеться і руйнується під впливом атмосферних чинників в наслідок спільної дії води, кисню, оксидів повітря і ультрафіолетового випромінювання. Подібним впливам піддається і натуральна бавовна, проте в її складі крім целюлози є природні антиоксиданти і захист від сонячного світла, тому бавовна стійкіше реагує на зовнішнє середовище.
Виробники пряжі і тканин з віскози враховують цю особливість чистої віскози і вводять в неї додаткові компоненти: хімічні антиоксиданти і фільтри ультрафіолетового випромінювання, що дозволяє продовжити термін життя волокну і, відповідно, речі, виготовленої з віскози. При додаванні в розчин віскози сульфату міді та гідрооксиду амонію отримують мідноаміачне волокно.
Тканина з віскози на дотик м'яка і приємна. Вона утворює красиві складки. Віскоза відрізняється яскравим привабливим «шовковим» блиском, якщо в ній не містяться матуючі добавки. Віскозу також відрізняє вкрай висока гігроскопічність. Віскоза вбирає вдвічі більше вологи, ніж, наприклад, бавовна. Тканина з віскози дуже легко забарвлюється в найяскравіші кольори. При зволоженні чиста віскоза стає менш міцною, однак, ця проблема повністю вирішується вплітанням спеціальних зміцнювальних волокон. Щільність нетканого полотна з віскози може варіюватися від 1,53 г/см³ до 4,5 г/см³. Еластичність віскози не перевищує 2-3 %. Віскозна тканина не втрачає своїх властивостей при нагріванні аж до 150 °С. Віскозне волокно дуже добре поєднується з іншими волокнами, що дозволяє покращувати різні властивості матерії: міцність, м'якість, гігроскопічність. Віскоза не електризується.

## Використання
Віскозне волокно додають до синтетичних волокон для поліпшення санітарно-гігієнічних властивостей виробів, до бавовни (до 10 %) — для зниження обривності ниток при прядінні. У чистому вигляді його використовують у виробництві штапельних тканин, медичної вати (в останньому випадку волокно піддають більш ретельній обробці та обов'язковому відбілюванню). З суміші бавовни з 33-50 % високомодульного волокна виробляють тканини і трикотаж, що зберігають властивості бавовняних, але перевершують їх у фарбуванні, із суміші тонковолокнистої бавовни з полінозним волокном — білизняні і сорочкові тканини, трикотаж.
Тенсел — натуральне віскозне волокно, яке отримують з деревини евкаліпта. Вперше на ринок тенсел поступив в 1991 році. За своїми параметрами дуже нагадує шовк.